# Звёздные сутки

Почему звёздные сутки не равны солнечным. — звёздные сутки, — солнечные. Для наглядности схема изображена без соблюдения масштаба

Звёздные су́тки (сидери́ческие су́тки, сидери́ческий де́нь) — период вращения какого-либо небесного тела вокруг собственной оси в инерциальной системе отсчёта, за которую обычно принимается система отсчёта, связанная с удалёнными звёздами. Как единица времени употребляются в редких случаях при организации астрономических наблюдений.

## Звёздные и солнечные сутки Земли
Для Земли звёздные сутки — это время, за которое Земля совершает один оборот вокруг своей оси по отношению к далёким звёздам, равное приблизительно 23 часам 56 минутам 04,09054 секунды, или 86164,09054 секунды. Иными словами, это действительный период обращения Земли вокруг своей оси в неподвижной системе отсчёта, в отличие от обычных (календарных) солнечных суток, которые являются периодом обращения Земли во вращающейся системе отсчёта, связанной со средним направлением на Солнце с Земли.  
Земные звёздные сутки делятся на звёздные часы, минуты и секунды. Звёздные сутки Земли примерно на 3 мин 56 с короче средних солнечных суток, звёздный час короче стандартного часа на 9,86 секунды СИ. Определение звёздных часов, минут и секунд см. ниже.

## Почему у Земли звёздные сутки короче солнечных
Вращение Земли происходит с запада на восток, соответственно, для наблюдателя на Земле светила двигаются по небу с востока на запад. Вместе с тем, Земля совершает не только обороты вокруг своей оси, но и орбитальное движение вокруг Солнца, причём и то, и другое в одну и ту же сторону (против часовой стрелки для неподвижного наблюдателя над северным полюсом Земли, по часовой стрелке для неподвижного наблюдателя над южным полюсом). Для отдалённых звёзд оба этих вращательных движения Земли складываются, ускоряя угловую скорость небесной сферы (в системе отсчёта, связанной с поверхностью Земли). На гораздо более близком Солнце огибающее его нелинейное движение Земли сказывается следующим образом: Земле требуется «докрутиться» примерно на 1 дополнительный градус (точнее, примерно на 360⁄365 градуса) вокруг собственной оси после каждых звёздных суток, чтобы Солнце довершило для земного наблюдателя полное суточное движение по небу. Для земного же наблюдателя это явление выглядит как «отставание» Солнца от звёзд, «пропускание вперёд» звёзд в общем суточном движении светил по небу с востока на запад, то есть как годовое движение Солнца среди звёзд в противоположном направлении, с запада на восток по эклиптике и зодиакальным созвездиям (на каковом концепте и основана астрология и вера в гороскопы).

## Вычисление звёздных и солнечных суток
В тропический год (время между двумя последовательными весенними равноденствиями) укладывается ровно на одни звёздные сутки больше, чем солнечных суток. Это связано с тем, что за год Земля совершает ровно один оборот вокруг Солнца, то есть в связанной с Землёй вращающейся системе отсчёта количество оборотов Солнца вокруг Земли (n ≈ 365,2421896698) на единицу меньше по сравнению с количеством оборотов за это же время любой бесконечно удалённой звезды (см. также Парадокс вращения монеты). Исходя из этого, можно вычислить продолжительность звёздных суток:
1 зв. сутки = {\displaystyle {\frac {n}{n+1}}\times } 1 солн. сутки.
Напротив, зная продолжительность звёздных суток (то есть период вращения tвр) какой-либо планеты и её период обращения вокруг Солнца T, можно вычислить продолжительность средних солнечных суток tс на этой планете:
{\displaystyle t_{\text{с}}={\frac {k}{k\mp 1}}\times t_{\text{вр}},}
где k = T / tвр — количество периодов вращения (звёздных суток), укладывающихся в один период обращения планеты вокруг Солнца.
Знак минус в формуле выбирается для обычного случая планет с прямым вращением, то есть для тех, у которых ось вращения наклонена под острым углом к оси орбиты (например, для Земли или Марса). Для планет с ретроградным вращением, у которых угол между этими осями больше 90 градусов (например, для Урана и Венеры), солнечные сутки короче звёздных суток, и в формуле выбирается плюс.
Далее в статье все понятия и величины рассматриваются в отношении Земли.
Часовой угол точки весеннего равноденствия равен нулю в момент её верхней кульминации. Полный оборот точки весеннего равноденствия, как и любой другой точки небесной сферы (так называемые звёздные сутки, или «24 часа звёздного времени») происходит за 23 часа 56 минут 04 секунды среднего солнечного времени. В сидерическом году содержится звёздных суток ровно на единицу больше, чем средних солнечных. Продолжительность звёздных суток слегка меняется вследствие нутации и движения полюсов (то есть покачивания Земли относительно её оси вращения), а также из-за неравномерности вращения Земли вокруг оси. Эти изменения составляют менее 0,001 с.
Можно выделить более мелкие периоды звёздных суток:
1. Звёздный час — единица времени, употребляемая в астрономии и равная 1/24 от звёздных суток. За звёздный час Земля поворачивается на 15° относительно удалённых звёзд, принимаемых за инерциальную систему отсчёта. На 2000 год звёздный час равен 0ч59мин50,1704387847с.
2. Звёздная минута — единица времени, употребляемая в астрономии и равная 1/60 от звёздного часа. За звёздную минуту Земля поворачивается на 15′ относительно удалённых звёзд, принимаемых за инерциальную систему отсчёта. На 2000 год звёздная минута равна 0ч0мин59,8361739797451с.
3. Звёздная секунда — единица времени, употребляемая в астрономии и равная 1/60 от звёздной минуты. За звёздную секунду Земля поворачивается на 15″ относительно удалённых звёзд, принимаемых за инерциальную систему отсчёта. На 2000 год звёздная секунда равна 0ч0мин0,9972695663290856с.

Все эти единицы меньше в отношении {\displaystyle {\frac {n}{n+1}}\approx {\frac {365{,}2421896698}{365{,}2421896698+1}},} чем соответствующие единицы, привязанные к средней солнечной секунде (то есть фактически к секунде СИ).
Принятое в 1979 году Международным астрономическим союзом отношение земных средних звёздных суток к средним солнечным суткам (с учётом векового изменения длительности звёздных суток) и обратное отношение составляют
{\displaystyle {\frac {\text{1 средние звёздные сутки}}{\text{1 средние солнечные сутки}}}=} 0,997 269 566 388 − 0,586 · 10−10 Tu,
{\displaystyle {\frac {\text{1 средние солнечные сутки}}{\text{1 средние звёздные сутки}}}=} 1,002 737 909 292 − 0,589 · 10−10 Tu,
где Tu — время, выраженное в юлианских столетиях продолжительностью 36 525 суток, отсчитывающееся с момента 1900 января 0, 12 ч UT1 (то есть с полдня по Гринвичу 31 декабря 1899 года, юлианская дата JD 2415020,0).

## Угловая скорость вращения Земли
Поскольку Земля относительно далёких звёзд, принимаемых за инерциальную систему отсчёта, делает полный оборот за звёздные, а не за солнечные сутки, то при вычислении угловой скорости вращения Земли следует брать именно эту величину:
{\displaystyle \omega ={\frac {2\pi }{t_{\text{вр}}}}\approx 7{,}2921158553\cdot 10^{-5}} с−1.
Знать угловую скорость вращения Земли бывает необходимо при расчёте сил инерции (центробежной, Кориолиса), что требуется при решении задач гидрологии, метеорологии, баллистики, а также космонавтики. Приняв период вращения Земли за 86 400 секунд, мы сделаем ошибку в 0,3 %, что может стать решающим при ведении артиллерийской стрельбы и тем более при расчёте движения космических аппаратов.